# Lygosoma goaensis
Lygosoma goaensis là một loài thằn lằn trong họ Scincidae. Loài này được Sharma mô tả khoa học đầu tiên năm 1976.